# Кольцевая дорога Мариу Ковас
Кольцевая дорога Мариу Ковас (порт. Rodoanel Mário Covas, часто просто Rodoanel, официальное обозначение SP-021) — частично построенная кольцевая дорога в Большом Сан-Паулу, вокруг крупнейшего бразильского мегаполиса. После завершения дорога будет иметь радиус около 23 км вокруг географического центра города, а её длина составит 175 км. Шоссе названо по имени Мариу Коваса, мэра города Сан-Паулу (1983—1985) и губернатора штата Сан-Паулу (1994—2001), во время управления которого было спланировано это шоссе.
Построенный с использованием самых современных технологий, действующий западный участок соединяет шоссе Аньянгуера, Бандейрантов, Кастело Бранко, Рапозу Тавариса и шоссе Режиса Биттенкоурта, пересекая 7 муниципалитетов. Участок включает 3 тоннеля, один из них самый длинный и самый широкий в Бразилии, 62 виадука и 6 мостов.
После завершения, которое планируется на 2018 год, кольцевая дорога также будет совмещать шоссе Иммигрантов и Аншиета (южный участок), Дутры, Фернана Диаза и Айртона Сенны (восточный участок), и много меньших дорог, полностью окружая город. Строительство южного участка началось в 2006 году и, как ожидается, завершиться в 2011 из-за сложной территории. Дорога сможет уменьшить нагрузку на дороги города от многочисленных грузовиков, движущихся из порта Сантус.